# 金夏沙
金沙薩（法語：Kinshasa，發音：[kinʃasa]），也譯金沙薩，原名利奧波德維爾或利奧波德城（法語：Léopoldville），是剛果民主共和國的首都和最大城市，也是最大的法語國家城市。城市位于刚果河畔。過去曾是漁村和貿易站，現在則是世界上發展最快的特大城市之一，在漠南非洲的城市排名裡，它與南非的約翰尼斯堡一直在搶奪亞軍的排行，僅次於居冠的拉各斯；在整個非洲排行第三。金沙薩市也是剛果民主共和國的26個省之一。由於市省行政區劃地域廣闊，因此城市90%以上的市省土地為農村，而市區則位於西側。
金沙薩是僅次於開羅和拉各斯的非洲第三大都會區。它也是世界上最大的法語城市，法語是該市政府、教育、媒體、公共服務和商業金融最重要的語言，而林加拉語是民間與街道上的通用語。此外，城市龐大的人口數量再加上運作效率不佳的政府管理也衍生嚴重的社會問題，金沙薩治安極差，是非洲最不安全的城市之一。其搶劫、強姦、綁架率常年居高不下。

## 歷史
金夏沙剛開始時只是知名美國記者、冒險家亨利·莫頓·史丹利在1881年時於剛果河畔建立的貿易站，為了向時任比利时國王利奥波德二世致敬，他將該地命名為利奥波德城。今日的剛果民主共和國大致承襲了當年的比利時属地（也就是比屬剛果，初为利奥波德二世的私人领地，后为比利時殖民地）。
由於利奧波德城是剛果河沿岸自利文斯通瀑布往上游方向、第一個可以實際通航的河埠，因此具有重要的交通地位。在當時，由於利文斯通瀑布過大的落差阻斷了剛果河上下游間的直接航運，非洲內陸生產的貨物都是以河運方式在利奥波德城集中後，再以人力挑運的方式，沿著剛果河岸運送到下游的馬塔迪（Matadi），裝運上船繼續運送。1898年時，連結兩個城市的鐵路修築完成，使得剛果河上下游之間的運輸效率大幅提升，連帶使得利奥波德城開始飛速成長。1920年時，利奧波德城被升格，取代原本的海濱城鎮博馬（Boma），成為比屬剛果的首府。
1965年時，蒙博托·塞塞·塞科在他的第二次軍事政變中成功奪取了剛果的統治權，並開始推行「非洲化」運動，倡導將該國境內許多原本以外文命名的人、事、地、物，全都改為非洲化的名稱。因為這緣故，1966年時利奥波德城被改名為金夏沙，此名稱起源於在城市建立之前，原本存在於附近地區、一名為「Kinchassa」的小村莊。
在蒙博托的統治下，金夏沙迅速的成長，它吸引了許多來自剛果鄉間的移民，其中有些人是來到大城市尋求發展，但也有不少人是為了躲避其他地區的族群衝突，在這樣的背景下，金夏沙自然而然地成為一個族裔與使用語言匯雜的地方。這也解釋了為何城市本身雖然是位在傳統上由巴剛果人（Bakongo）所居住的範圍內，但今日其通用語（lingua franca，語言學名詞，不同語言間用來溝通用的折衷語言）卻是林格拉語（Lingala）而非奇剛果語（Kikongo）。
雖然在蒙博托任內大幅的成長，但金夏沙也因為蒙博托過度的腐敗、任用親信與因此所引發的內戰，而受到相當程度的衝擊。但無論如何，今日的金夏沙仍然是中部非洲最重要的文化與知識中心，擁有規模不小的音樂家與藝術家社群。除此之外，金夏沙也是剛果民主共和國的主要工業中心，常見的產業主要在剛果河流域上游地區所生產的物資之再處理。近年來由於政府無法有效給付軍隊薪餉，因此金夏沙經常得疲於處理不滿的士兵所發起的抗爭事件。

## 地理
金夏沙位於赤道南部、非洲第二长河剛果河南岸，隔著自東向西流動的河面與剛果共和國首都布拉柴維爾相望。刚果河也是金夏沙重要的交通渠道，而且其許多支流也是可以航行的。此外，剛果河是金夏沙水力發電的重要來源，它最多可以提供非洲半數人口所需的電力。
行政區劃上，金夏沙的正式行政命名稱為金夏沙城市省（法語：Ville-Province de Kinshasa，或也可稱為金夏沙直轄市），是剛果民主共和國11個一級行政區劃之一。貢貝區位於整個金夏沙市區的最北部，緊鄰剛果河岸，除了是重要的高級住宅區之外，包括總統府與許多中央政府單位都坐落於此區，因此相當於金夏沙的行政中樞所在地。
由於非洲中部共存在有兩個以「剛果」為名的國家：剛果民主共和國（DRC）與剛果共和國（ROC），因此在中文簡稱上經常會造成混淆。為了避免誤解，除了民主剛果（台灣方面的稱法）這種稱法之外，剛果民主共和國也經常因為其首都金夏沙之故，而簡稱為「剛果（金）」（中國大陸方面的稱法）。

### 氣候
根據柯本氣候分類法，金夏沙屬於乾濕氣候區。其雨季從十月綿延到次年五月，然而接著是較為乾旱的六至九月。旱季氣溫較低，但全年氣溫變化不大。
| 金夏沙              | 金夏沙    | 金夏沙      | 金夏沙    | 金夏沙    | 金夏沙      | 金夏沙  | 金夏沙      | 金夏沙      | 金夏沙      | 金夏沙    | 金夏沙      | 金夏沙      | 金夏沙       |
| 月份                | 1月       | 2月         | 3月       | 4月       | 5月         | 6月     | 7月         | 8月         | 9月         | 10月      | 11月        | 12月        | 全年         |
| ------------------- | --------- | ----------- | --------- | --------- | ----------- | ------- | ----------- | ----------- | ----------- | --------- | ----------- | ----------- | ------------ |
| 历史最高温 °C（°F） | 36 (97)   | 36 (97)     | 36 (97)   | 36 (97)   | 35 (95)     | 34 (93) | 32 (90)     | 35 (95)     | 36 (97)     | 36 (97)   | 34 (93)     | 36 (97)     | 36 (97)      |
| 平均高温 °C（°F）   | 31 (88)   | 31 (88)     | 32 (90)   | 32 (90)   | 31 (88)     | 29 (84) | 27 (81)     | 29 (84)     | 31 (88)     | 31 (88)   | 31 (88)     | 30 (86)     | 30 (86)      |
| 日均气温 °C（°F）   | 26 (79)   | 26.5 (79.7) | 27 (81)   | 27 (81)   | 26.5 (79.7) | 24 (75) | 22.5 (72.5) | 23.5 (74.3) | 25.5 (77.9) | 26 (79)   | 26.5 (79.7) | 25.5 (77.9) | 25.5 (77.9)  |
| 平均低温 °C（°F）   | 21 (70)   | 22 (72)     | 22 (72)   | 22 (72)   | 22 (72)     | 19 (66) | 18 (64)     | 18 (64)     | 20 (68)     | 21 (70)   | 22 (72)     | 21 (70)     | 21 (70)      |
| 历史最低温 °C（°F） | 18 (64)   | 18 (64)     | 18 (64)   | 19 (66)   | 18 (64)     | 15 (59) | 14 (57)     | 14 (57)     | 16 (61)     | 15 (59)   | 17 (63)     | 17 (63)     | 14 (57)      |
| 平均降雨量 mm（）   | 135 (5.3) | 145 (5.7)   | 196 (7.7) | 196 (7.7) | 159 (6.3)   | 8 (0.3) | 3 (0.1)     | 3 (0.1)     | 30 (1.2)    | 119 (4.7) | 222 (8.7)   | 142 (5.6)   | 1,358 (53.4) |
| 平均降雨天数        | 11        | 11          | 12        | 16        | 12          | 1       | 0           | 1           | 5           | 11        | 16          | 15          | 111          |
| 月均日照時數        | 124       | 140         | 155       | 150       | 155         | 120     | 124         | 155         | 120         | 155       | 150         | 124         | 1,672        |
| 来源：BBC Weather   |           |             |           |           |             |         |             |             |             |           |             |             |              |

## 行政区划
在行政區的定義與劃分上，金夏沙是一個省份也是一個城市，底下劃分為四個區（district），再各自細分為合計共24個的市镇（commune），分別為：

| - 富纳区 （district de la Funa） - 班达隆瓦（） - 本布（） - 卡拉穆（Kalamu） - 卡萨武布（） - 马卡拉（Makala） - 恩吉里-恩吉里（） - 塞伦巴奥（） | - 盧昆加區 （district de la Lukunga） - 巴伦布（） - 貢貝（） - 金夏沙（） - 金坦博（） - 灵瓦拉（） - 恩加利埃马（） | - 安巴山區 （district de Mont-Amba） - 基森索（） - 伦巴（） - 利梅泰（） - 马泰泰（） - 恩加巴（） - 蒙恩加富拉（） | - 昌古區 （district de la Tshangu） - 金班塞凯（） - 马卢库（） - 马西纳（） - 恩吉利（） - 恩塞莱（） |

| \| 金沙萨市24市镇 \| |            |
| 布拉柴维尔 刚果河 馬萊博湖 恩加利埃马湾 贡贝 巴伦布 金夏沙 灵瓦拉 卡萨武布 恩吉里 卡拉穆 班达隆瓦 金坦博 恩加利埃马 塞伦巴奥 本布 马卡拉 恩加巴 伦巴 利梅泰 马泰泰 基森索 马西纳 恩吉利 金班塞凯 恩塞莱 蒙恩加富拉 恩塞莱 马卢库 |            |
| 注：恩吉里＝恩吉里-恩吉里市镇 |            |
| 金沙萨市24市镇 | 金沙萨市旗 |

## 交通
身為剛果河沿岸最重要的河港，水路運輸對於金夏沙有舉足輕重的地位，在剛果河岸的恩戈比拉河灘（Beach Ngobila），每日都有渡船前往布拉柴維爾或班基（中非共和國首都）等同樣都位於剛果河岸的大城市。
陸運方面，為了便利利文斯通瀑布上下游的貨物運輸，在19世紀末就修築了馬塔迪-金沙薩鐵路連結金夏沙與馬塔迪。金夏沙的主機場為恩吉利國際機場，是該國境內四座國際機場中規模最大者。

## 文化
金沙萨以法语作為官方语言，林加拉语則是日常通用语，在全球法语圈中該城是人口第一大城市。2012年10月，第14届法語圈國際組織峰会在金沙萨召开。

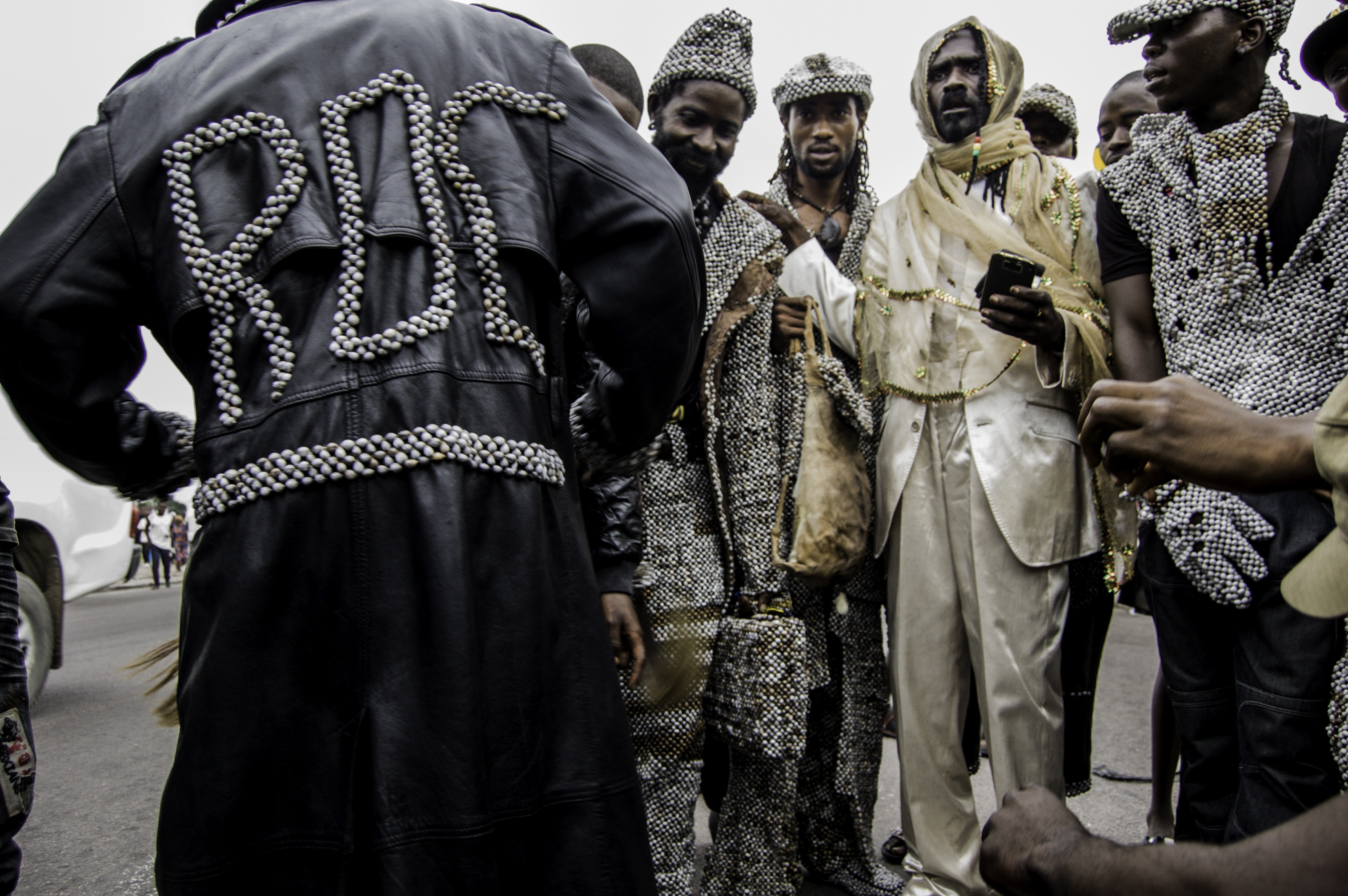
金沙萨的萨普人

金沙萨是萨普文化的中心之一，这种时尚文化的参与者穿戴西式男装，追求衣着的精致、得体、华丽乃至奢侈。

## 社會問題

### 犯罪
自第二次剛果戰爭，金沙薩一直都沒能從戰亂中恢復，也因此一直是非洲最不安全的城市之一。其貧民窟中有大量黑幫。走私、搶劫、強姦、綁架和幫派暴力屢見不鮮。金沙薩的自殺率也極高，每十萬人中就有112人自殺。

### 流浪兒
金沙薩有許多孤兒流浪街頭，並被警察、軍隊虐待。金沙薩街頭18歲以下的流浪兒約有兩萬，其中一半成了乞丐，四分之一做地攤生意還有三分之一在某種程度上接受僱傭。一些是因為戰爭緣故家庭破碎，還有些是因為被指控使用巫術而被驅逐。
金沙薩的警察經常拘捕流浪兒，有時候這些流浪兒即使只犯了輕微的罪行，也會被警察射殺。

## 教育

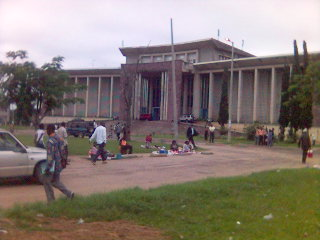
金沙萨大学主楼

金沙萨设有许多高等教育机构，包括：
- 金沙萨大学（L'Université de Kinshasa，简称）
- 刚果师范大学（Université pédagogique nationale，简称）
- 刚果新教大学（Université protestante du Congo，简称）
- 金沙萨美术学院（Académie des Beaux-Arts）

## 名人
- 迪肯贝·穆湯波（Dikembe Mutombo Mpolondo Mukamba Jean Jacque Wamutombo），是一名退休的NBA职业篮球运动员。

## 圖片集

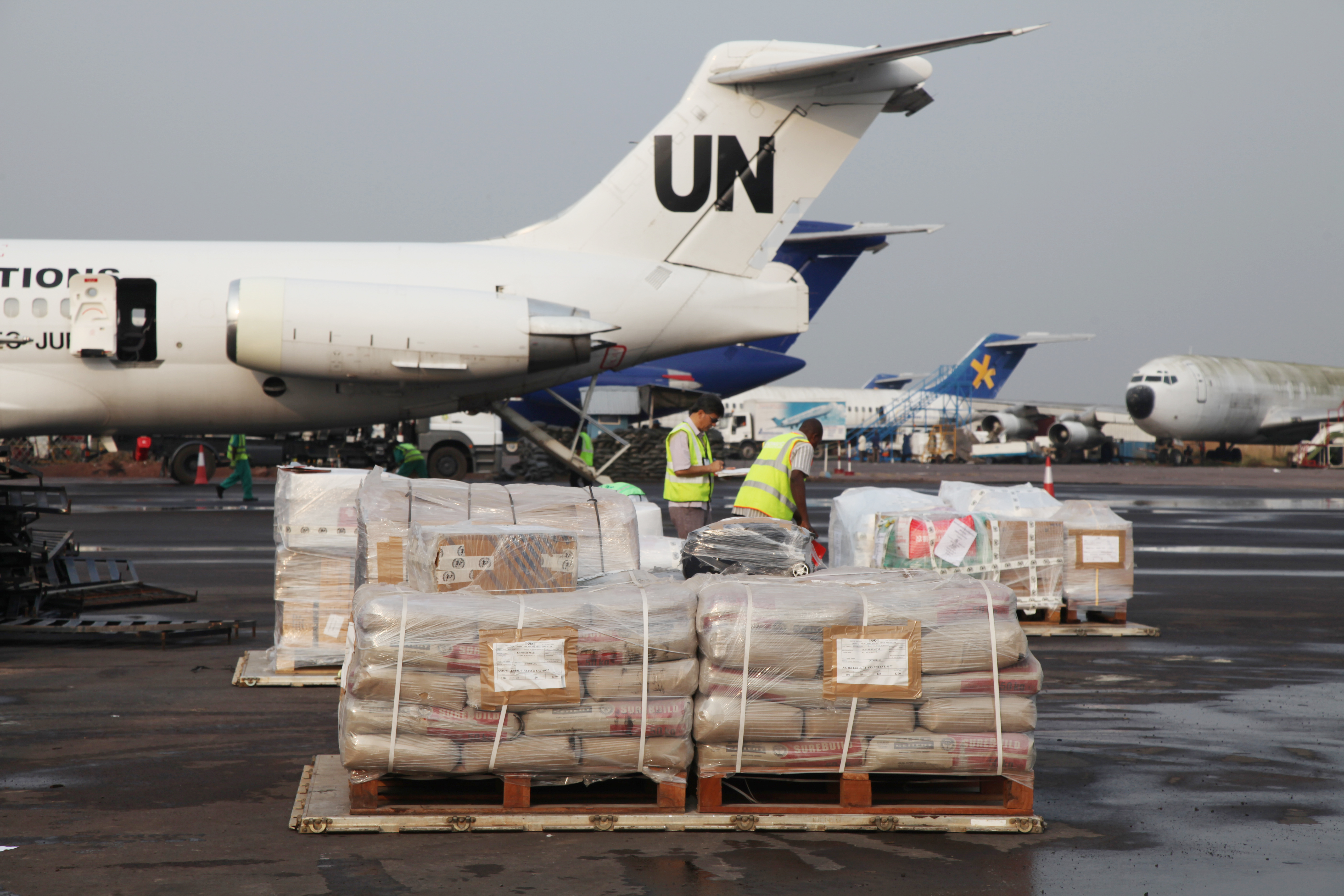
聯合國救濟糧
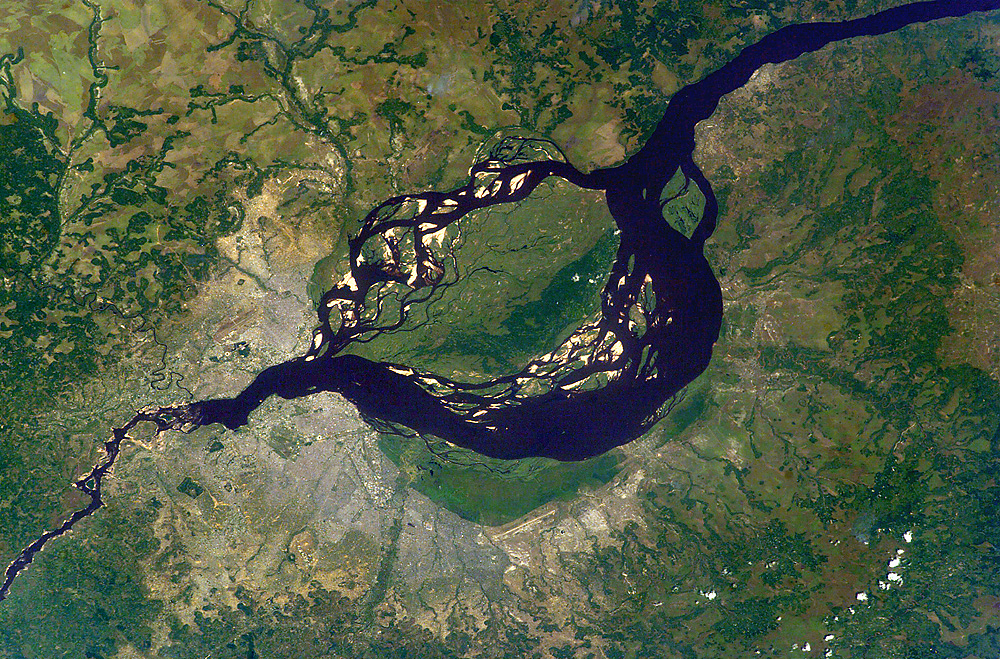
金夏沙空拍
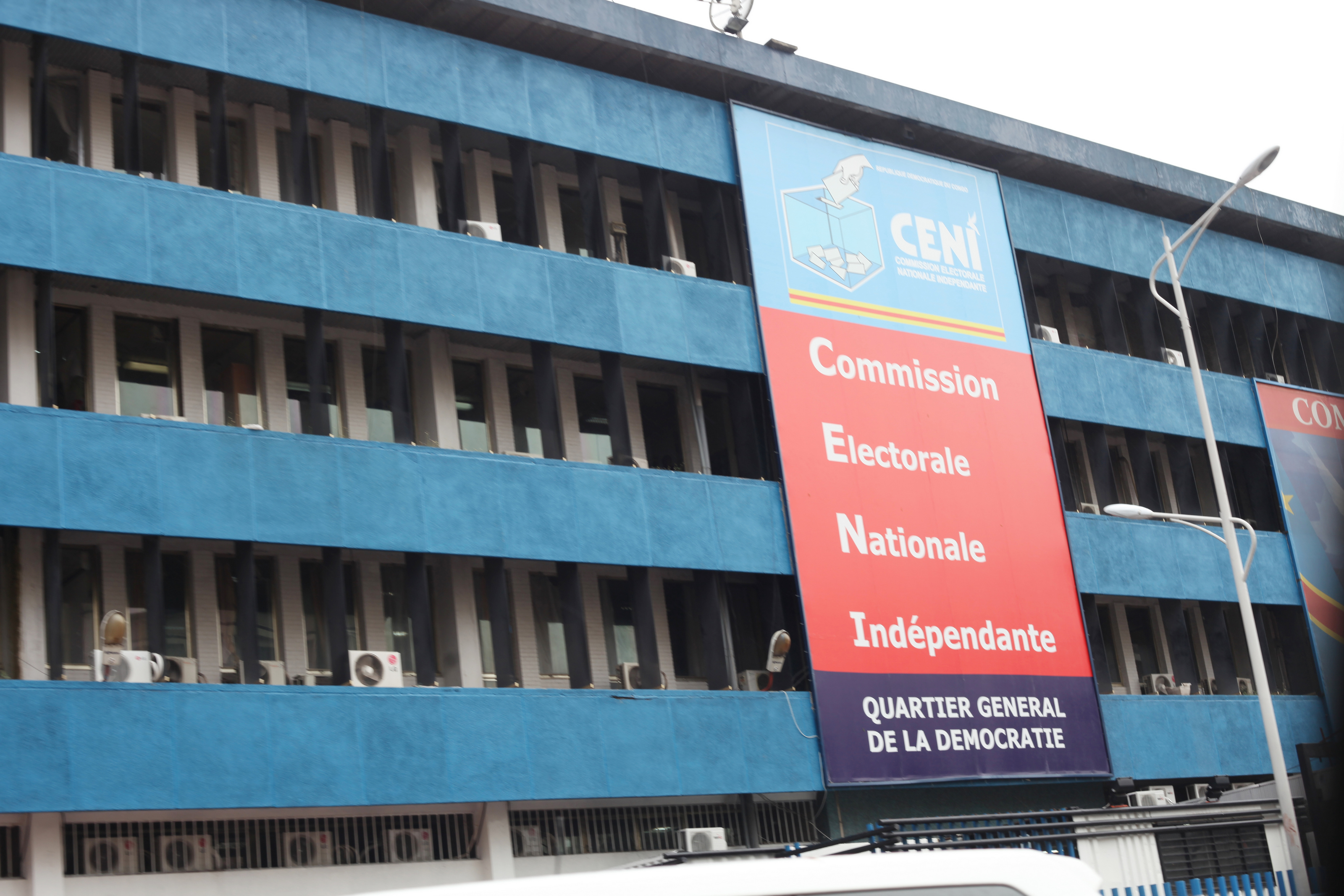
中央選舉會
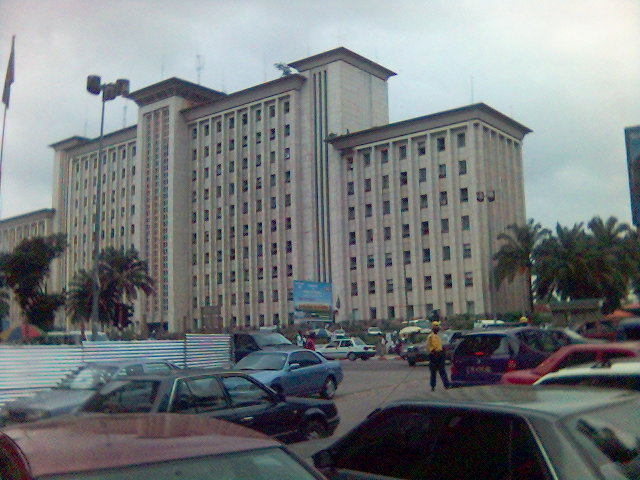
市政府
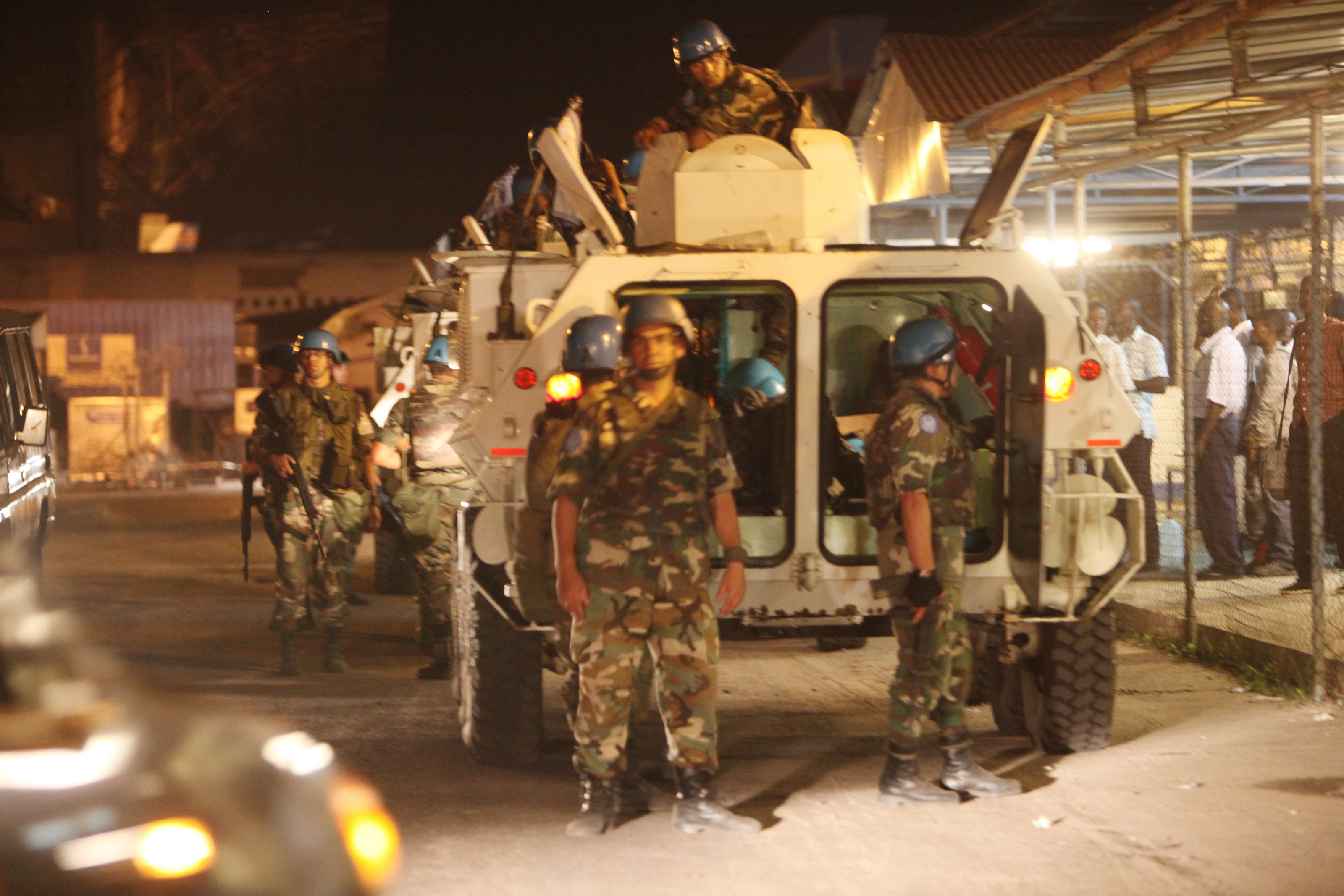
維和部隊在街頭
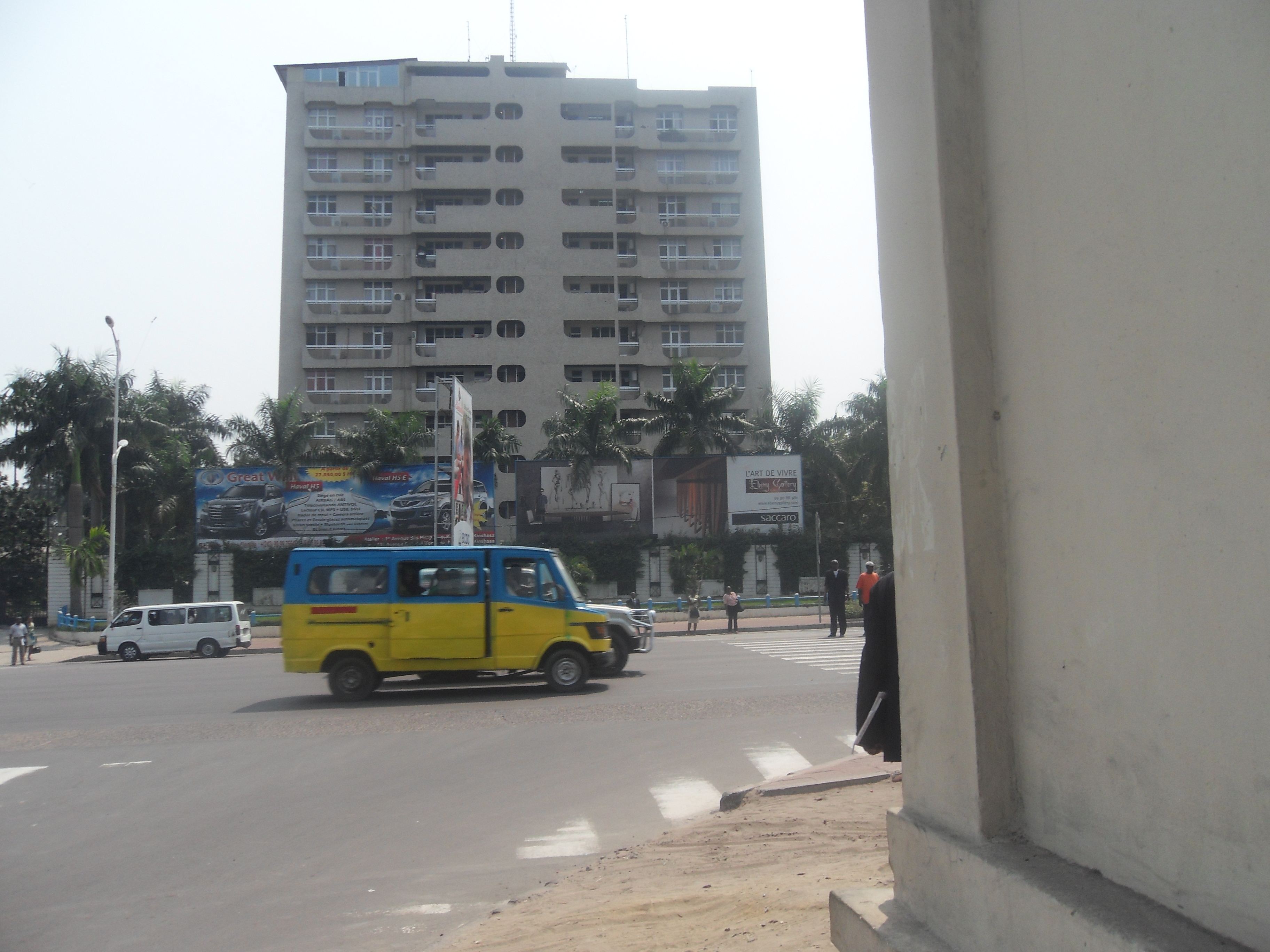
市區計程車
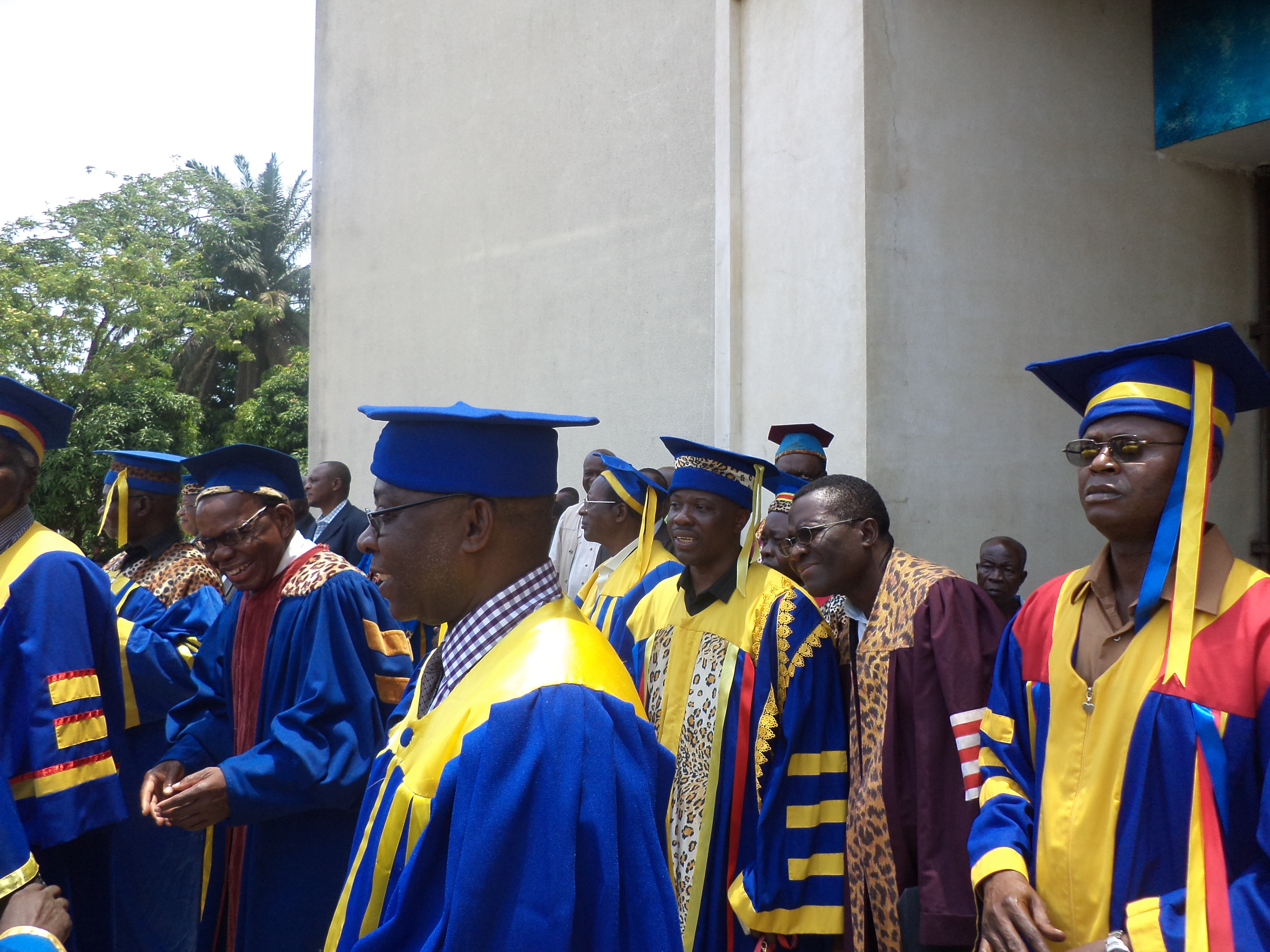
金夏沙大學
馬提爾體育館